# ماكسيم أليكساندر
ماكسيم أليكساندر هو مصور سينمائي بلجيكي، ولد في 4 فبراير 1971 في رنز في بلجيكا.

## وصلات خارجية
- ماكسيم أليكساندر على موقع IMDb (الإنجليزية)
- ماكسيم أليكساندر على موقع ألو سيني (الفرنسية)
- ماكسيم أليكساندر على موقع أول موفي (الإنجليزية)
- ماكسيم أليكساندر على موقع بوكس أوفيس موجو (الإنجليزية)
- ماكسيم أليكساندر على موقع قاعدة بيانات الأفلام السويدية (السويدية)
- ماكسيم أليكساندر على موقع قاعدة بيانات الفيلم (الإنجليزية)
- ماكسيم أليكساندر على موقع كينوبويسك (الروسية)